# Bandar Agung (Pendopo)
Bandar Agung is een bestuurslaag in het regentschap Empat Lawang van de provincie Zuid-Sumatra, Indonesië. Bandar Agung telt 991 inwoners (volkstelling 2010).